# Premi Hugo a la millor novel·la curta
El Premi Hugo a la millor novel·la curta (Hugo Award for Best Novella) és un dels Premis Hugo atorgat cada any a novel·les curtes de ciència-ficció o fantasia publicades en anglès o traduïdes l'any anterior. Aquest premi és per a obres d'entre 17500 i 40.000 paraules, d'altres premis Hugo s'atorguen a novel·les, relats i relats curts.
Aquest premi s'ha atorgat anualment des del 1968 per la World Science Fiction Society. A més d'aquests premis, i a partir del 1996 s'han atorgat els premis Restrospective Hugo (Hugo retrospectiu) pels anteriors 50, 75 o 100 anys anteriors. Fins al 2018, s'han atorgat premis retrospectius pels anys 1939, 1941, 1943, 1946, 1951 i 1954.
Els nomenats i premiats son escollits pels membres de la convenció anual Worldcon. La forma de votació és en forma de segona volta continua amb sis nomenats. Les novel·les curtes nomenades són les sis més votades durant l'any pels membres sense cap límit en el nombre de nomenats. Des del 1959 es reconeix als sis candidats seleccionats. Les votacions es fan de gener a març, i les votacions a les sis novel·les curtes candidates es fa aproximadament d'abril fins a juliol, depenent de quan se celebra la convenció, que acostuma a ser al setembre i a un lloc diferent del món cada any. Els votants poden triar no votar cap novel·la curta si cap de les nomenades te la qualitat suficient. En aquest cas, el premi d'aquell any queda desert. Això va succeir l'any 2015.
Durant els 57 anys de premi, s'han nomenat 161 autors, 40 han guanyat, incloent-hi empats, coautors i "retro hugos". Connie Willis és l'autor que més premis i nominacions a l'Hugo a la millor novel·la curta ha rebut, amb 4 premis, i 8 nominacions, empada a nominacions amb Robert Silverberg. Willis i Charles Stross amb 3, son els dos únics autors que han guanyat aquest premi més de dues vegades. Dotze autors l'han guanyat 2 cops. Nancy Kress ha estat nomenada 7 cops i Robert A. Heinlein, George R. R. Martin, Kim Stanley Robinson, i Lucius Shepard ho han estat sis cops. Robinson és qui te més nominacions sense haver guanyat mai.

## Guanyadors
Informació actualitzada per un bot. Els canvis manuals es perdran quan s'actualitzi!
| Guanyador                       | Any  | Obra                              |
| ------------------------------- | ---- | --------------------------------- |
| Neil Gaiman                     | 2003 | Coraline                          |
| George Orwell                   | 1996 | La rebel·lió dels animals         |
| Ursula K. Le Guin               | 1973 | El nom del món és bosc            |
| Robert Silverberg               | 1969 | Nightwings                        |
| Robert Silverberg               | 1987 | Gilgamesh in the Outback          |
| Lois McMaster Bujold            | 1990 | The Mountains of Mourning         |
| Charles Stross                  | 2005 | The Concrete Jungle               |
| Vernor Vinge                    | 2004 | El monstre de les galetes         |
| Poul Anderson                   | 1972 | The Queen of Air and Darkness     |
| Roger Zelazny                   | 1986 | 24 Views of Mt. Fuji, by Hokusai  |
| Connie Willis                   | 2008 | All Seated on the Ground          |
| Orson Scott Card                | 1988 | Eye for Eye                       |
| Alice Bradley Sheldon           | 1977 | Houston, Houston, Do You Read?    |
| Fritz Leiber                    | 1971 | Ill Met in Lankhmar               |
| Gordon R. Dickson               | 1981 | Lost Dorsai                       |
| Greg Egan                       | 1999 | Oceanic                           |
| Charles Stross                  | 2010 | Palimpsest                        |
| Philip José Farmer              | 1968 | Riders of the Purple Wage         |
| Mike Resnick                    | 1995 | Seven Views of Olduvai Gorge      |
| Alice Bradley Sheldon           | 1974 | The Girl Who Was Plugged In       |
| Joe Haldeman                    | 1991 | The Hemingway Hoax                |
| Ted Chiang                      | 2011 | The Lifecycle of Software Objects |
| John Varley                     | 1979 | The Persistence of Vision         |
| Poul Anderson                   | 1982 | The Saturn Game                   |
| John Varley                     | 1985 | Press Enter■                      |
| Barry B. Longyear               | 1980 | Enemy Mine                        |
| Connie Willis                   | 2006 | Inside Job                        |
| Connie Willis                   | 1989 | The Last of the Winnebagos        |
| Joanna Russ                     | 1983 | Souls                             |
| George R. R. Martin             | 1975 | A Song for Lya                    |
| Brandon Sanderson               | 2013 | The Emperor's Soul                |
| Kij Johnson                     | 2012 | The Man Who Bridged the Mist      |
| Vernor Vinge                    | 2002 | Fast Times at Fairmont High       |
| Lucius Shepard                  | 1993 | Barnacle Bill the Spacer          |
| Connie Willis                   | 2000 | The Winds of Marble Arch          |
| Anne McCaffrey                  | 1968 | Weyr Search                       |
| Nancy Kress                     | 2009 | The Erdmann Nexus                 |
| Nnedi Okorafor                  | 2016 | Binti                             |
| Allen Steele                    | 1996 | The Death of Captain Future       |
| Allen Steele                    | 1998 | "…Where Angels Fear to Tread"     |
| Fritz Leiber                    | 1970 | Ship of Shadows                   |
| Roger Zelazny                   | 1976 | Home Is the Hangman               |
| Spider Robinson                 | 1977 | By Any Other Name                 |
| George R. R. Martin             | 1997 | Blood of the Dragon               |
| Jack Williamson                 | 2001 | The Ultimate Earth                |
| Timothy Zahn                    | 1984 | Cascade Point                     |
| Charles Stross                  | 2014 | Equoid                            |
| Robert Reed                     | 2007 | A Billion Eves                    |
| Harry Turtledove                | 1994 | Down in the Bottomlands           |
| Seanan McGuire                  | 2017 | Every Heart a Doorway             |
| Martha Wells                    | 2018 | All Systems Red                   |
| Martha Wells                    | 2019 | Artificial Condition              |
| Max Gladstone Amal El-Mohtar    | 2020 | This Is How You Lose the Time War |
| Nghi Vo                         | 2021 | The Empress of Salt and Fortune   |
| Becky Chambers                  | 2022 | A Psalm for the Wild-Built        |
| Seanan McGuire                  | 2023 | Where the Drowned Girls Go        |
| Spider Robinson Jeanne Robinson | 1978 | Stardance                         |
| Nancy Kress                     | 1992 | Beggars in Spain                  |
| Ursula Vernon                   | 2024 | Thornhedge                        |